# 慧聰
慧聰（韓語：혜총，?—?），飞鸟时代百济和尚。
公元595年(推古天皇三年)，他来日本传教居住飞鳥寺安居院。与高句丽僧人惠慈被称为三宝之棟樑。他主要学三论宗，是圣德太子老师。